# Mohammed Tawfik Mouline
Pour les articles homonymes, voir Mouline.
 (mars 2021).
La mise en forme du texte ne suit pas les recommandations de Wikipédia : il faut le « wikifier ».
Les points d'amélioration suivants sont les cas les plus fréquents. Le détail des points à revoir est peut-être précisé sur la page de discussion.
- Les titres sont pré-formatés par le logiciel. Ils ne sont ni en capitales, ni en gras.
- Le texte ne doit pas être écrit en capitales (les noms de famille non plus), ni en gras, ni en italique, ni en « petit »…
- Le gras n'est utilisé que pour surligner le titre de l'article dans l'introduction, une seule fois.
- L'italique est rarement utilisé : mots en langue étrangère, titres d'œuvres, noms de bateaux, etc.
- Les citations ne sont pas en italique mais en corps de texte normal. Elles sont entourées par des guillemets français : « et ».
- Les listes à puces sont à éviter, des paragraphes rédigés étant largement préférés. Les tableaux sont à réserver à la présentation de données structurées (résultats, etc.).
- Les appels de note de bas de page (petits chiffres en exposant, introduits par l'outil «  Source ») sont à placer entre la fin de phrase et le point final[comme ça].
- Les liens internes (vers d'autres articles de Wikipédia) sont à choisir avec parcimonie. Créez des liens vers des articles approfondissant le sujet. Les termes génériques sans rapport avec le sujet sont à éviter, ainsi que les répétitions de liens vers un même terme.
- Les liens externes sont à placer uniquement dans une section « Liens externes », à la fin de l'article. Ces liens sont à choisir avec parcimonie suivant les règles définies. Si un lien sert de source à l'article, son insertion dans le texte est à faire par les notes de bas de page.
- La présentation des références doit suivre les conventions bibliographiques. Il est recommandé d'utiliser les modèles {{Ouvrage}}, {{Chapitre}}, {{Article}}, {{Lien web}} et/ou {{Bibliographie}}. Le mode d'édition visuel peut mettre en forme automatiquement les références.
- Insérer une infobox (cadre d'informations à droite) n'est pas obligatoire pour parachever la mise en page.

Pour une aide détaillée, merci de consulter Aide:Wikification.
Si vous pensez que ces points ont été résolus, vous pouvez retirer ce bandeau et améliorer la mise en forme d'un autre article.
Mohammed Tawfik Mouline (محمد توفيق ملين ; né le 4 avril 1952 à Rabat) est Directeur général de l'Institut royal des études stratégiques,.

## Études et diplômes
Après un baccalauréat sciences mathématiques au lycée Moulay Youssef (1963-1969), Mohammed Tawfik Mouline entre en classes préparatoires aux grandes écoles françaises des ingénieurs au Lycée Lyautey (1969-1972) à Casablanca.  
En 1972, il est admis à l'École polytechnique. En 1974, il obtient le diplôme d'ingénieur de l’École polytechnique (X) et en 1976 de l’École nationale supérieure des mines de Paris,.

## Parcours professionnel
Tout en restant chargé de mission au Cabinet royal, Mohammed Tawfik Mouline est nommé par le roi Mohammed VI Directeur général de l’Institut royal des Études stratégiques (IRES), institution dont la mission principale est de contribuer à l’éclairage des grands choix du Maroc à travers l'élaboration de rapports d'études et de veille stratégique. 
Il procède au montage de l'IRES et pilote la réalisation de ses programmes d’études, axés sur le lien social, le changement climatique,, la compétitivité globale , le capital immatériel et développe la fonction de veille stratégique. Conformément au Message Royal du 30 août 2013, il pilote et supervise les travaux de l’Institut sur les relations extérieures et la diplomatie dans leurs différentes dimensions : politique, économique, sociale, culturelle et environnementale ainsi que sur les questions globales, notamment, la sécurité humaine et la migration.

### En juillet 2003
Mohammed Tawfik Mouline rejoint le Cabinet royal en tant que chargé de mission où il mène des études stratégiques et des réflexions relatives au futur. Membre du comité de rédaction du Rapport du Cinquantenaire sur le Développement Humain, il est l'auteur de plusieurs rapports, dont notamment, celui sur les perspectives 2025 et celui sur la comparaison du Maroc avec un échantillon de 14 pays émergents,

### Entre 1995 et 2003
Mohammed Tawfik Mouline a fait partie du jury d'entrée et de sortie de l'Inspection Générale des Finances  et a présidé le jury de recrutement des ingénieurs au Ministère de l'Économie et des Finances. Il a fait partie du comité des experts désignés par le Premier Ministre, Abderrahman El Youssoufi pour préparer la réforme du système des rémunérations dans la fonction publique.

### En juillet 1995
Mohammed Tawfik Mouline est nommé, par Sa Majesté Le Roi Hassan II, directeur des Études et des Prévisions Financières (DEPF) au sein du Ministère de l’Économie et des Finances.
Il procède à la création et à la gestion, durant la période 1995-2003,  de cette Direction qui a pour missions d'éclairer le Ministre des Finances sur les choix stratégiques en matière de politique économique, de mesurer les impacts de l'environnement international et des accords internationaux sur l'économie nationale, d'évaluer les stratégies sectorielles et sociales, de développer l'analyse de l'information économique financière et sociale au sein du Ministère et de mettre en place, les instruments de modélisation et de simulation d'impacts des politiques économiques et des chocs exogènes. 
Il participe à la modernisation du Ministère des Finances à travers l'élaboration et le suivi de la réalisation de son Plan d’Action Stratégique, le développement d’une culture d’anticipation, la réalisation d'études sur les systèmes d’information des directions et la présidence du comité de politique économique du Ministère.

### Entre 1991 et 1995
Il est Directeur général de la financière Diwan, holding financier du groupe ONA, de la compagnie marocaine ONAPAR, filiale commune des groupes ONA et Paribas ainsi que du pôle Télécommunications et Systèmes d'information de l'ONA 

### De 1989 à 1991
Il assure la direction générale du secteur financier du groupe, comprenant la Banque Commerciale du Maroc, devenue Groupe Attijariwafa bank, la Société de banque et de crédit et la Compagnie africaine d'assurance, désignée aujourd'hui par AXA Maroc.

### En août 1982
Il intègre le groupe ONA, devenu par la suite Groupe SNI et Al Mada en tant que directeur des Études et du Développement. Il y participe activement, jusqu'en 1989, à la réalisation de grands projets comme la deuxième chaîne de télévision (2M) et la pêche hauturière ainsi qu'au lancement à Rabat et à Casablanca de la grande distribution (Groupe Marjane). Il dirige en même temps le secteur informatique du Groupe ONA.

### En 1979
Après un début de carrière professionnelle à l’Office Chérifien des Phosphates (OCP)  et à la Société Nationale de Sidérurgie, il rejoint, en 1979, le Département du Premier Ministre Ahmed Osman en tant que chargé de mission et membre de l'équipe Abdellatif Jouahri, ministre délégué chargé du recensement et de la réforme des entreprises publiques.

## Activités associatives
- Mohammed Tawfik Mouline est :
Membre de l'Amicale française des Polytechniciens[27] (AX) et de l’Association Marocaine des Anciens Elèves de l’École Polytechnique de Paris (Groupe X Maroc[28],[29]).
- Membre de l’Association française des Ingénieurs des Mines de Paris, Saint-Étienne et Nancy et de l'Association Inter-Mines Maroc[30].
- Président d’Honneur de l’Association Marocaine des Sciences Régionales[31].
- Membre du comité scientifique de l’Association Ribat AI Fath pour le développement durable[32] chargé de l'’organisation scientifique des colloques.

Actif dans le domaine associatif, Il a été :
- Président de l'Association marocaine de prospective[33] de juillet 1999 à juin 2004,
- Membre du comité scientifique du 4e Global Forum des Nations unies et de la Banque Mondiale, organisé en décembre 2002 à Marrakech (approfondissement du rôle de l’État au niveau national et international)[34],
- Membre du Centre d’Études et de Recherche des Dirigeants depuis septembre 2001 (participation à un ouvrage collectif sur l’entreprise marocaine et la modernité)[35],
- Membre du comité stratégique de l’Institut d’Analyse Prospective de l’Université AI Akhawayn depuis septembre 2001,

- Membre du Conseil de l’Institut Universitaire de la Recherche Scientifique de 1994 à 2008[19].

## Publications
Sous sa direction, plusieurs publications scientifiques ont été réalisées dont en particulier les Panoramas du Maroc dans le monde, et l'ouvrage intitulé "Royaume du Maroc : La voie éclairée.
Il est co-auteur du panorama économique du Maroc de 1969 à 1997.

## Distinction
Il est Officier de l’Ordre du Mérite par décret du Président de la République française depuis juin 2004.